# Diopsina nitida
Diopsina nitida är en tvåvingeart som först beskrevs av Adams 1903.  Diopsina nitida ingår i släktet Diopsina och familjen Diopsidae.
Artens utbredningsområde är Zimbabwe. Inga underarter finns listade i Catalogue of Life.